# Deparia × ghangaria
Deparia × ghangaria là một loài dương xỉ trong họ Athyriaceae. Loài này được Khullar & S.S.Sharma mô tả khoa học đầu tiên năm 2000.
Danh pháp khoa học của loài này chưa được làm sáng tỏ. 